# Macbeth
Macbeth ili punim nazivom Tragedija Macbeth je najkrvavija tragedija Williama Shakespearea (1564. – 1616.). Smatra se da je prvi put izvedena 1606. godine. Shakespeare ju je napisao početkom vladavine Jamesa I.,  koji je bio pokrovitelj Shakespeareove glumačke kompanije. Bazira se najviše na odnosu između pisca i vladara. Prvi put je objavljena u "Prvom Foliu" iz 1623. godine. Ovo je ujedno i Shakespeareova najkraća tragedija.
Hrabar škotski general Macbeth prima proročanstvo od tri vještice da će jednog dana postati kralj Škotske. Ambiciozan i potaknut od strane svoje žene, Macbeth ubija kralja Duncana i preuzima škotski tron. Nakon ubojstva, pun je osjećaja krivnje i paranoje. Prisiljen je da počini sve više i više ubojstava kako bi zaštitio sebe od neprijatelja i sumnje, te ubrzo postaje tiranski vladar. Krvoproliće i građanski rat ubrzo će odvesti Macbetha i damu Macbeth u sferu ludila i smrti.
Shakespeareovi motivi za stvaranje djela su Macbeth, kralj Škotske, Macduff i Duncan I., kralj Škotske iz Holinshedovih Kronika iz 1587. godine, povijest Engleske, Škotske i Irske, iako je radnja djela u velikoj mjeri razlikuje od stvarne povijesti Macbetha. Događaji u djelu su povezani sa sudjelovanjem Henryja Garneta u izdaji prahom iz 1605. godine.
Iza bine svjetskih kazališta, vjeruje se kako je djelo ukleto, i da se ime djela ne smije reći na glas te da je se u javnosti naziva "Škotska predstava". Tijekom mnogih stoljeća, djelo je privuklo neke od najpoznatijih glumaca za uloge Macbetha i dame Macbeth. Od djela nastali su filmovi televizijske serije, opera, novele, stripovi i drugi mediji.

## Likovi
- Kralj Duncan – Kralj Škotske
  - Malcolm – Duncanov stariji sin
  - Donalbain – Duncanov mlađi sin
- Macbeth – general vojske kralja Duncana; izvorno plemić Glamisa, zatim plemić Cawdora, i kasnije kralj Škotske
- Dama Macbeth – Macbethova žena i kasnije kraljica Škotske
- Banquo – Macbethov prijatelj i general vojske kralja Duncana
  - Fleance – Banquov sin
- Macduff – Plemić Fifea
  - Dama Macduff – Macduffova žena
  - Macduffov sin
  - Ross, Lennox, Angus, Menteith, Caithness – Škotski plemići
  - Siward – general engleskih sila
  - Young Siward – Siwardov sin
  - Seyton – Macbethov oružar
  - Hecate – Kraljica vještica
  - Tri vještice
- Kapetan škotske vojske
- Tri ubojice – Macbethovi zaposlenici
- Dvije ubojice – za ubojstvo dame Macduff
- Porter – čuvar Macbethovog doma
- Doktor – damin Macbethin doktor
- Doktor – na sudu
- Gospođa – damin Macbethin tjelohranitelj
- Gospodar – protiv Macbetha
- Prva prikaza – naoružana glava
- Druga prikaza – krvavo dijete
- Treća prikaza – okrunjeno dijete
- Polaznici, glasnici, službenici, vojnici

## Radnja

### Prvi čin
Drama počinje usred grmljavine i munja, i tri vještice su odlučile da bi njihov sljedeći susret trebao biti s Macbethom. U sljedećoj sceni, ozljeđeni vodnik prijavljuje Škotskom kralju Duncanu da su njegovi generali Macbeth, koji je plemić Glamisa, i Banquo upravo porazili savezničke sile Norvešku i Irsku, koje su vodili izdajica Macdonwald i plemić Cawdora. Macbeth, kraljev rođak, je hvaljen zbog svoje odanosti i hrabrosti.
U pratećoj sceni, Macbeth i Banquo raspravljaju o vremenu i njihovoj pobjedi. Dok oni lutaju, tri vještice se pojave s proročanstvima. Iako Banquo je prvi pitao za proročanstvo, vještice su proročanstvo prvo rekle Macbethu, da će postati plemić Glamisa, i plemić Cawdora, i na kraju kralj Škotske. Macbeth je ostao u čudu. Kad je Banquo pitao za svoje proročanstvo, vještice odgovore paradoksno, da će biti sretniji i manje uspješan od Macbetha. ali da će stvoriti liniju škotskih kraljeva iako sam Banquo nikada neće biti kralj.  Dok Macbeth i Banquo misle o proročanstvima, vještice nestaju te se plemić, Ross pojavljuje kako bi Macbethu rekao njegovu novu titulu: plemić Cawdora, jer je prijašnji plemić ubijen radi izdaje. Prvo proročanstvo je time ispunjeno, i Macbeth, sumnjičav na početku, odmah počinje gajiti ambicije da postane kralj.
Kralj Duncan prima i hvali Macbetha i Banquoa, i izjavljuje da će provesti noć u Macbethovom dvorcu u Invernessu; i također imenuje svoga starijeg sina Malcolma kao njegovog nasljednika. Macbeth direktno šalje poruku svojoj ženi, dami Macbeth, kako bi joj rekao za proročanstva. Dama Macbeth zahtjeva da Macbeth ubije kralja Duncana kako bi mogao postati novi kralj Škotske. Plan je bio da Macbeth i njegova žena toliko napiju dva kraljeva tjelohranitelja, da se ne bi sjećali ničega od prošle večeri te da njih okrive za ubojstvo kralja Duncana.

### Drugi čin
Dok kralj Duncan spava, Macbeth ga izbode, unatoč svojim sumnjama i halucinacijama od krvavog bodeža. Toliko se trese da ga dama Macbeth mora ubiti. Kako bi plan bio uspješan, okrivljuje Duncanove spavajuće tjelohranitelje tako da krvave bodeže ostavlja na njima. Rano ujutro, Lennox, škotski plemić, i Macduff, odani plemić Fifea, su stigli. Portir otvara vrata te ih Macbeth vodi u kraljeve odaje, gdje Macduff otkriva Duncanovo tijelo. Duncanovi sinovi Malcolm i Donalbain bježe u Englesku i Irsku u strahu da tkogod je ubio Duncana možda ubije i njih također. Iznenadan bjeg čini ih sumljivcima i Macbeth postaje novi kralj Škotske, kao rođak ubijenog kralja. Banquo je odmah svoju sumnju stavio na Macbetha, jer je znao da je proročanstvo vještica bilo da Macbeth postane novi kralj.

### Treći čin
Unatoč uspjehu, Macbeth, svjestan svog proročanstva osjeća nelagodu. Macbeth poziva Banquoa na kraljevsku gozbu. U strahu od Banquove sumnje, Macbeth unajmljuje tri muškarca da ubiju njega i njegovog sina. Ubojice su uspjeli ubiti Banquoa, ali Fleance je uspio pobjeći. Macbeth postaje bijesan: boji se da bi mogao biti svrgnut s mjesta kralja ako Banquov nasljednik ostane živ.
Na gozbi, Macbeth poziva gospodare i damu Macbeth na noć pijenja i veselja. Banquov duh ulazi i sjeda na Macbethovo mjesto. Macbeth se u strahu zabavlja, znajući da je duh jedino vidljiv njemu. Radi Macbethovog bijesa i straha, dama Macbeth tjera sve gospodare i goste s gozbe.

### Četvrti čin
Macbeth, uznemiren, još jednom posjećuje tri vještice kako bi mu rekle istinu o njegovim proročanstvima. Da bi odgovorile na pitanje, prizivaju užasne prikaze, svaka s jednim proricanjem i daljnjim proročanstvima. Prva prikaza, naoružana glava mu govori kako bi se trebao kloniti Macduffa. Druga, krvavo dijete mu govori kako ne postoji biće koje mu može nauditi. Treća, okrunjeno dijete držeći tri zastave mu govori kako će biti siguran dok birnamska šuma ne dođe u dvorac Dunsinane. Macbeth je smiren znajući da mu nijedan muškarac rođen od žene ne može nauditi. Macbeth također pita hoće li Banquovi sinovi ikada zavladati Škotskom: vještice mu pokazuju procesiju, u kojoj osam okrunjene djece, sva slična Banquou, zadnje nosi ogledalo koje pokazuje još više okrunjene djece. Macbeth shvati kako su to Banquovi nasljednici te da su zavladali u nekoliko zemalja. Kada je Macbeth saznao da je Macduff pobjegao u Englesku da se pridruži Malcolmu, Macbeth naređuje da se oduzme dvorac Macduffu i najvažnije od svega da dama Macduff i njena djeca budu ubijeni.

### Peti čin
U međuvremenu, dama Macbeth osjeća krivnju zbog ubojstava počinjenih od strane nje i Macbeta. Noću, u kraljevoj palači kod Dunsinanea, doktor i gospođa raspravljaju o dami Macbethinoj neobičnoj navici da mjesečari. Iznenada, dama Macbeth pada u trans sa svijećom u ruci. Zbog ubojstva kralja Duncana, dame Macduff, i Banquoa, pokušava isprati zamišljenu krv s njezinih ruku, sve to dok govori o svim lošim stvarima koje su ona i Macbeth počinili. Dama Macbeth odlazi, a doktor i gospođa ostaju u čudu zbog luđačkog ponašanje dame Macbeth. Njezino vjerovanje da ne može oprati svu krv s ruku je suprotno izjavi koju je rekla Macbethu nakon ubojstava "malo vode može isprati sva naša djela".
U Engleskoj, Ross je informirao Macduffa da mu je dvorac oduzet i da su mu žena i djeca brutalno ubijeni. Kada je Macduff čuo za vijest, pogodili su ga osjećaji tuge i želje za osvetom. Princ Malcolm, Duncanov sin, je unaprijedio englesku vojsku te mu se Macduff odlučuje pridružiti kako bi napali Škotsku i izazvali Macbethove sile. Invazija ima podršku Škotskih plemića, koji su u strahu od Macbethovog luđačkog ponašanja. Malcolm vodi vojsku, zajedno s Macduffom i Englezima Siwardom starijim, grofom Northumberlanda, protiv dvorca Dunsinane.
Prije nego što su Macbethovi protivnici stigli, prima novost da se dama Macbeth ubila što uzrokuje da Macbeth pada u očaj i dostavlja svoj "I sutra, i sutra, i sutra" monolog. Iako je u očaju i tuzi zbog samoubojstva svoje žene, hrabro čeka Malcolma i Macduffa. Macbeth kasnije sazna da engleska vojska napada dvorac Dunsinane, zaštićen granama usječenim iz birnamske šume. Birnamska šuma zaista dolazi u dvorac Dunsinane ispunjavajući polovinu proročanstva vještica, što Macbetha ostavlja u strahu.
Bitka se bazira na Macduffovom suočavanju s Macbethom, koji ubija Younga Siwarda u borbi. Engleske sile zauzimaju njegov dvorac i pobjeđuju njegovu vojsku. Macbeth zna kako nema razloga da se boji Macduffa jer ne postoji čovjek rođen od žene koji mu može nauditi. Macduff izjavljuje kako nije rođen od majke, već da je "na silu izvađen iz majčine utrobe". Iako je Macbeth shvatio da je osuđen na propast, nastavlja se boriti, ali ga na kraju Macduff ubije i odsječe mu glavu, što je ispunilo zadnje proročanstvo.
Malcolm, sada kralj Škotske, izjavljuje svoje dobre namjere za zemlju te poziva sve da ga vide okrunjenog u gradu Scone.

## Praznovjerje i "Škotska predstava"
Iako će mnogi danas reći da su nesreće tijekom produkcije samo slučajnost, glumci i ostali često misle kako spomenuti Macbeth u kazalištu donosi lošu sreću. Zbog toga, predstava je unutar kazališta najčešće nazivana "Škotska predstava", Macbetha i damu Macbeth najčešće nazivaju "Gdin. M" i "Gđa M", a katkad i "Škotski kralj".
To je zato što je Shakespeare (ili revizor predstave) koristio prave uroke vještice, što je uzrokovalo da vještice bace kletvu na predstavu. Zbog toga, vjeruje se kako spominjanje "Macbetha" na glas unutar kazališta dovodi do smrti nekih glumaca i neuspjeha predstave. Postoje svakakve priče, u kojima su se desile mnoge nesreće pa čak i jedna smrt tijekom izvođenja "Macbetha".
Jedan posebni incident zbog kojeg se sumnja na prokletstvo su nemiri kod Astor Placea, a misli se da su nemiri počeli upravo radi kletve.

## Macbeth u drugim medijima
- Macbeth - Nijemi film iz 1916. godine redatelja Johna Emersona.[9]
- Macbeth -Film redatelja Orsona Wellesa snimljen 1948. godine.[10]
- Macbeth - Film redatelja Paula Almonda iz 1961. godine.[11]
- Macbeth - Album slovenskog sastava Laibach. Snimljen 1987. godine u hamburškom kazalištu "Deutsches Schauspielhaus" i odsviran za vrijeme same predstave.[12]
- Macbeth - TV serija iz 2001. godine redatelja Gregoryja Dorana.[13]
- Macbeth - Australijski film redatelja Geoffreya Wrighta snimljen 2006. godine.[14]
- Macbeth - film redatelja Justina Kurzela iz 2015. godine.[15]